# 日鉄オフショアコンストラクション
日鉄オフショアコンストラクション株式会社（にってつオフショアコンストラクション、英文社名 Nippon Steel Offshore Construction Co., Ltd.）は、日鉄エンジニアリンググループの建設業者。

## 概要
大手鉄鋼メーカー日本製鉄傘下の建設業者・日鉄エンジニアリングが出資する企業である。日鉄エンジニアリングが行う海底石油・天然ガス生産施設（プラットフォームや海底パイプライン）の建設工事を担う。

## 沿革
- 1971年（昭和46年）11月5日 - 石油・ガスなどの海洋工事を事業主体として、日鐵海洋工事株式会社発足。
- 1987年（昭和62年） - 業務主体を海上工事から陸上（水道・ガス配管）工事に転換。
  - 陸上（水道・ガス配管）工事業については、 日鉄パイプライン&エンジニアリング を参照。
- 1994年（平成6年）4月1日 - 日鉄シビルコンストラクション株式会社に社名変更。
- 2008年（平成20年）4月1日 - 日鉄シビルコンストラクションの海洋工事部門を分離独立し、日鉄オフショアコンストラクション株式会社として設立。
- 2012年（平成24年）10月1日 - 新日本製鐵と住友金属工業との経営統合に伴い、日鉄住金オフショアコンストラクション株式会社に社名変更する[2]。
- 2019年（平成31年）4月1日 - 日鉄オフショアコンストラクション株式会社に社名変更[3]。

## 所在地
- 本社 - 東京都品川区大崎一丁目5番1号

## 事業内容
- 海底石油・天然ガス生産施設（プラットホームや海底パイプライン）をデリック・レイバージ（起重機船兼海底配管敷設）を用い、海上又は海底に建設する業務。[4]

## 企業理念
企業理念 
- 私たち日鉄オフショアコンストラクションは世界の石油・天然ガス開発分野において

1. 海洋建設工事に関する技術・ノウハウを日々研鑽し、世界有数のマリンコントラクターとして必須の存在としてあり続けます。
2. 社員を大切にし、社員が誇りを持てる働きがいのある会社を目指します。

## 関連会社
- 日本製鉄株式会社
- 日鉄エンジニアリング株式会社 - 当社への出資比率100%